# Вишгородок (зупинний пункт)
Ви́шгородок — пасажирський залізничний зупинний пункт Тернопільської дирекції Львівської залізниці.
Розташований у селі Влащинці, Лановецький район Тернопільської області на лінії Тернопіль — Ланівці між станціями Збараж (22 км) та Ланівці (17 км).
Станом на травень 2019 року щодня дві пари дизель-потягів прямують за напрямком Ланівці — Тернопіль-Пасажирський.